# Paramètre cosmologique
Pour les articles homonymes, voir Paramètre (homonymie).
Le terme de paramètre cosmologique se réfère à une quantité qui intervient dans la description d'un modèle cosmologique et dont la valeur n'est pas connue a priori. Par exemple, les densités d'énergie des différentes formes de matière qui emplissent l'Univers observable sont des paramètres cosmologiques, tout comme l'âge de l'Univers. Un modèle cosmologique décrira correctement l'Univers observable s'il est possible d'ajuster ses paramètres de façon qu'ils permettent de rendre compte de l'ensemble des observations.
Tous les paramètres cosmologiques ne sont pas indépendants. Par exemple, la relativité générale prédit qu'il existe une relation entre la courbure spatiale, la constante de Hubble et la densité totale de l'Univers (voir Équations de Friedmann). En pratique, l'estimation d'un ensemble de paramètres qui ne sont pas indépendants permet de tester la cohérence interne d'un modèle cosmologique. 

## Modèles et paramètres cosmologiques
Un modèle cosmologique réaliste s'efforce de décrire l'ensemble des observations relatives à l'univers avec un minimum de paramètres cosmologiques. À pouvoir descriptif identique, on préférera le modèle possédant le plus petit nombre de paramètres cosmologiques, suivant le principe du rasoir d'Occam. 
Ainsi, dans le modèle standard de la cosmologie, il est nécessaire de faire appel à une composante mal connue présente de façon extrêmement uniforme dans l'univers, appelée énergie noire. Il existe plusieurs modèles d'énergie noire, comme la constante cosmologique, initialement proposée dans un contexte différent en 1917 par Albert Einstein (voir Univers d'Einstein), et la quintessence. La constante cosmologique est le modèle d'énergie noire le plus simple, et n'est décrit que par un seul paramètre, que l'on peut interpréter comme la densité moyenne de l'énergie noire, constante au cours du temps. Par contre, les modèles de quintessence nécessitent un plus grand nombre de paramètres, au nombre de deux, voire plus. Les données actuelles sont compatibles avec les hypothèses de la constante cosmologique et de la quintessence, mais cette dernière ne décrit pas mieux les observations que la première. À l'heure actuelle, les modèles de quintessence ne sont donc pas considérés comme nécessaires, bien qu'ils soient parfaitement compatibles avec les données.
L'ajout d'un paramètre cosmologique supplémentaire fait partie de l'évolution naturelle d'un modèle cosmologique à mesure que les observations deviennent de plus en plus précises. L'exemple de l'énergie noire cité plus haut en est une illustration, les observations depuis la fin des années 1990 nécessitant de façon inéluctable l'adjonction de cette composante supplémentaire pour expliquer l'accélération de l'expansion de l'Univers indirectement mise en évidence par l'étude de supernovae de type Ia lointaines.

## Quelques paramètres cosmologiques
L'Univers contient de façon certaine trois, et très probablement quatre type de matière : des photons, des neutrinos, la matière composant les atomes et les molécules, appelée matière baryonique, ainsi qu'une forme de matière mal connue à l'heure actuelle, la matière noire. Cette dernière pourrait être composée de particules élémentaires non détectées à ce jour dans les accélérateurs de particules, de masse bien plus élevée que le proton ou le neutron. 
La quasi-totalité de l'énergie des photons de l'Univers correspond à celle des photons qui ont été produits lors du Big Bang, qui composent le fond diffus cosmologique. La température du fond diffus cosmologique est connue avec une très grande précision. Pour cette raison, la densité d'énergie des photons n'est pas un paramètre cosmologique que l'on cherche à déterminer, mais une donnée à inclure dans les modèles. De la même façon, il existe de très nombreux neutrinos issus du Big Bang. Bien que l'énergie de ceux-ci soit très inférieure à celle de ceux produit par les réactions nucléaires au sein des étoiles, leur nombre est considérablement plus élevé, et ce sont eux qui contribuent à la quasi-totalité de la densité d'énergie des neutrinos. Il n'est par contre pas possible d'observer directement ce fond cosmologique de neutrinos, cependant il est possible de déduire sa densité d'énergie par le calcul, et de vérifier celui-ci grâce aux prédictions de la nucléosynthèse primordiale, qui fait intervenir la densité d'énergie des neutrinos. Celle-ci n'est donc, sauf exception, pas un paramètre cosmologique, puisque sa valeur est fixée avec une quasi-certitude. Il reste possible de supposer que les neutrinos cosmologiques présentent une asymétrie entre neutrinos et antineutrinos, auquel cas l'on doit introduire ce paramètre supplémentaire. 
Par contre, les abondances de matière baryonique et de matière noire ne peuvent être prédites par les théories physiques actuelles (2006), aussi leur abondance est-elle un paramètre libre dans la plupart des modèles. L'énergie noire, ou tout phénomène produisant des effets observationnels du même type, font également partie des paramètres cosmologique. Ces paramètres cosmologiques sont parfois regroupées sous la dénomination commune de paramètres physiques, au sens où ils interviennent dans la description du contenu matériel actuel de l'Univers. 
Aux paramètres physiques, tout modèle cosmologique se doit d'associer également ce qui est parfois appelé paramètres primordiaux, qui décrivent certains aspects de la physique des époques très reculées de l'histoire de l'Univers (on parle d'Univers primordial). En particulier, l'étude du fond diffus cosmologique révèle que quelques centaines de milliers d'années après le Big Bang, l'Univers était dans un état extrêmement homogène mais présentant de très faibles fluctuations de densité. Il est difficile d'expliquer la formation de ces fluctuations de densité dans l'histoire récente de l'Univers, aussi est-on amené à supposer que celles-ci ont été produites très tôt dans l'histoire de l'Univers. Les paramètres qui décrivent l'état initial de ces fluctuations de densité sont donc des paramètres primordiaux.
À ces deux classes peuvent s'ajouter des paramètres de nature plus astrophysique qu'il serait en principe possible de prédire une fois les autres paramètres connus, mais dont la compréhension est pour l'heure trop incertaine pour que des prédictions quantitatives précises et fiables puissent être faites. On parle parfois de paramètre astrophysique. La réionisation est un exemple de paramètre astrophysique, plus facile à estimer observationnellement qu'à prédire théoriquement (voir ci-dessous).

## Les paramètres du modèle standard de la cosmologie
L'ensemble des observations astrophysiques relatives à la cosmologie permet aujourd'hui (2006) de décrire l'Univers actuel ainsi qu'une grande partie de son histoire. Le modèle le plus abouti permettant ceci est appelé depuis quelques années le modèle standard de la cosmologie. Celui-ci suppose que l'Univers a connu une phase d'expansion extrêmement rapide très tôt dans son histoire, l'inflation cosmique, ce qui explique pourquoi sa courbure spatiale est nulle. Le modèle standard de la cosmologie suppose donc que l'Univers actuel est homogène et isotrope aux plus grandes échelles observables. Son contenu matériel comprend des photons (principalement ceux du fond diffus cosmologique), des neutrinos (principalement ceux du fond cosmologique de neutrinos), de la matière baryonique, de la matière noire et de l'énergie noire. La densité totale de l'Univers correspond à ce que l'on appelle la densité critique, et fixe la valeur de la constante de Hubble. La phase d'inflation détermine les propriétés des fluctuations de densité qu'elle génère, qui sont pour l'heure entièrement déterminées par ce que l'on appelle leur spectre de puissance. En pratique, ce spectre de puissance est déterminé par deux nombres : l'un décrit l'amplitude typique des fluctuations de densité d'une taille physique donnée, l'autre décrit l'amplitude relative des fluctuations de densité entre deux échelles différentes, ce que l'on appelle indice spectral. Enfin, lors de la formation des premières étoiles de l'univers, celui-ci est suffisamment dense pour que le rayonnement probablement très intense de ces étoiles de première génération soit suffisamment intense pour ioniser la quasi-totalité des atomes existant à cette époque. C'est ce que l'on appelle la réionisation, révélée par le test de Gunn-Peterson. L'époque de la réionisation devrait en principe pouvoir être prédite par le modèle standard de la cosmologie, mais les difficultés rencontrées à l'heure actuelle pour modéliser la formation et l'évolution des premières étoiles dans les premières galaxies font que les détails l'époque de la réionisation sont encore mal compris. Aussi est-il à l'heure actuelle plus précis d'estimer l'époque de la réionisation par l'observation. 
Le nombre de paramètres du modèle standard de la cosmologie se monte donc à six :
- trois pour décrire le contenu matériel actuel de l'Univers (matière baryonique, matière noire et énergie noire) ;
- deux pour décrire les conséquences de la phase d'inflation sur la formation des structures (amplitude des fluctuations à une échelle donnée et indice spectral) ;
- un pour décrire l'époque de la formation des premières étoiles, correspondant à celle de la réionisation.

Dans ce cadre-là, la constante de Hubble et l'âge de l'Univers ne sont pas des paramètres indépendants. On parle parfois ainsi de paramètres dérivés. Cependant, l'estimation de leur valeur est bien sûr prise en compte pour ajuster les autres paramètres.